# 四狂神戰記系列
四狂神戰記是Neverland開發的電子角色扮演遊戲系列。

## 遊戲
- 四狂神戰記（超級任天堂，1993年）
- 四狂神戰記II（超級任天堂，1995年）
- 四狂神戰記 ～傳說復活～（英语：Lufia: The Legend Returns）（Game Boy Color，2001年）
- 沉默的遺蹟 ～四狂神戰記外傳～（英语：Lufia: The Ruins of Lore）（Game Boy Advance，2002年）
- 四狂神戰記（任天堂DS，2010年）[1]